# U-552
Den tyska ubåten U-552 var av typen VIIC, en ubåt byggd för Kriegsmarine för att tjänstgöra under andra världskriget. Hon sjösattes den 1 december 1939 på Blohm & Voss-varvet i Hamburg under beteckningen 'werk' 528, döptes den 14 september 1940 och gick i tjänst den 4 december 1940. U-552 hade smeknamnet Roter Teufel ("Röda Djävulen") efter sin maskot som var en grinande djävul som fanns målad på kommandotornet. Hon var en av de mer framgångsrika i sin klass och opererade i över tre år i kontinuerlig tjänst och sänkte eller skadade 30 allierade fartyg med sammanlagt  164 276 ton sänkt och 26 910 ton skadat. Hon var medlem i 21 vargflockar.
U-552 var inblandad i två kontroversiella krigshandlingar: i oktober 1941 sänkte hon USS Reuben James (DD-245), det första amerikanska krigsfartyg som amerikanska flottan förlorade i andra världskriget. Under denna tid var USA fortfarande officiellt neutrala, och hade därför en mer diplomatisk roll i kriget. I april 1942 sänkte hon fraktfartyget SS David H. Atwater i närheten av USA:s kust. Attacken var brutal och betecknades som ett illdåd till sjöss.
U-552 var i tjänst ovanligt länge, hon överlevde ända till slutet av kriget. Efter evakueringen från hennes franska bas under våren 1944 var hon delaktig i träningsuppdrag i Östersjön fram till den 2 maj 1945. Vid den tiden borrades hon i sank av sin besättning för att undvika att hon föll i fiendens händer.

## U-552 i tjänst

### Första resan till Helgoland
När U-552 var färdigbyggd den 4 december 1940 följde 2 månader av träning då besättningen trimmade utrustningen inför kommande uppdrag. Hon seglade sedan från Kiel den 13 februari med destination Helgoland för hennes första patrulluppdrag. Hon ankom dit den 18 februari 1941 Denna hamnstad skulle bli U-552:s hemmabas fram till mitten av mars 1941 då hon flyttades till det ockuperade Frankrike och stationerades i hamnen i St Nazaire.

### Första uppdraget
U-552:s första officiella uppdrag började den 18 februari 1941 när hon lämnade Helgoland för att patrullera i Nordsjön och norra Atlanten, söder om Island. Det första uppdraget gav en brittisk tanker och en Isländsk trålare med last av fisk. Den brittiska tankern, Cadillac, sänktes precis norr om Skottland den 1 mars medan trålaren sänktes precis söder om Island den 10 mars. Efter dessa segrar gick U-552 tillbaka till St Nazaire. Resten av hennes patrullering i området utgick alltid från St Nazaire, som enkelt gav henne tillträde till Atlanten vilket i sin tur gav möjlighet till längre tid till sjöss.

### Andra uppdraget
U-552 började sitt andra uppdrag den 7 april 1941 då hon lämnade sin nya hemmahamn i St Nazaire för att gå mot norra Atlanten. Under 30 dagar sökte hon i området söder om Island och  väster om Irland efter allierade konvojer och sänkte under denna tid tre brittiska handelsfartyg och skadade ytterligare ett, till ett sammanlagt tonnage på 24 119 ton.
Efter hennes torpedering av det brittiska fartyget Capulet den 28 april, vilket bara ledde till att fartyget skadades, utsattes U-552 för fem separata sjunkbombsattacker av två jagare. Efter flera timmar lyckades ubåten fly men kunde inte förfölja konvojen. Efter dessa attacker återvände U-552 den 6 maj till St Nazaire.

### Tredje uppdraget
U-552 lämnade St Nazaire den 25 maj 1941 för att ge sig ut på sin tredje patrulltjänstgöring. De följande 39 dagarna kryssade hon runt i norra Atlanten där hon sänkte tre brittiska handelsfartyg: Ainderby den 10 juni, Chinese Prince den 12 juni och Norfolk den 18 juni. Under attacken på Norfolk, var det meningen att U-552 skulle attackera de återstående fartygen i konvojen men tvingades att avbryta attacken eftersom flera av konvojens eskortfartyg kom till undsättning. Alla dessa attacker inträffade vid Irlands nordvästra kust och när U-552 återvände till St. Nazaire den 2 juli 1941 uppgick det totala tonnaget hon hade sänkt under detta uppdrag till 24 401 ton.

### Fjärde uppdraget
U-552:s fjärde uppdrag var mycket mindre framgångsrikt än hennes tidigare tre. Hon hade lämnat St Nazaire den 18 augusti, och gick söderut mot vattnen utanför Spanien och Portugal. Det var här hon sänkte det norska fartyget Spind. Efter denna sänkning återvände U-552 till St Nazaire den 26 augusti 1941, efter endast nio dagar till sjöss.

### Femte och sjätte uppdraget
Hennes två nästkommande uppdrag tog henne allt längre ut i Atlanten, där farorna var mindre men även måltavlorna färre. Detta resulterade i att hon endast träffade ytterligare tre handelsfartyg. Det var under denna tid på hennes sista uppdrag 1941 som hon sänkte USS Reuben James, som blev torpederad den 30 oktober under kontroversiella omständigheter.

#### Sänkningen avUSS Reuben James (DD-245)
Den 31 oktober 1941 var Reuben James en av de fem jagare som eskorterade konvoj HX-156, nära Islands kust. James hade just börjat undersöka en stark indikation på en bäring, när en torped avfyrad från U-552 träffade henne på babords sida och orakade en explosion i hennes främre lastrum. Hela hennes ena bog, så långt som till fjärde skorstenen sprängdes bort av explosionen och hon sjönk omedelbart. Aktern höll sig flytande i ca 5 minuter, men fartygets sjunkbomber exploderade när de sjönk. Dessa bomber dödade överlevande som hamnat i vattnet. 115 av hennes 160 mans besättning dödades, inklusive alla officerare.
Reuben James var det första krigsfartyg ur den amerikanska flottan som sänktes i andra världskriget.
Denna incident ledde till ilskna protester i USA framför allt eftersom nazi-Tyskland vägrade att be om ursäkt utan istället ansåg att jagaren hade beträtt det Tyskland ansåg vara en krigszon och därför fick ta konsekvenserna. Sänkningen av Reuben James ledde inte till att USA förklarade Tyskland krig men den gav USA en förevändning att överföra USA:s kustbevakning från dess roll i fredstid som en beväpnad del av USA:s finansdepartement till att i krigstid  bli en del av den amerikanska marinen. Kongressen ändrade också neutralitetsförklaringen från 1930 för att möjliggöra beväpning av USA-registrerade handelsfartyg samt gav dem mandat att beträda europeiska vatten för första gången sedan 1939.

### Den andra framgångsrika perioden
1942, åter under befäl av Erich Topp (som senare skulle bli amiral i efterkrigstidens Bundesmarine) deltog U-552 i "Den andra framgångsrika perioden" (Operation Drumbeat eller Paukensclag), under vilken tyska ubåtar hade stor framgång mot eskorterade amerikanska handelsfartyg som seglade ensamma längs USA:s östkust. U-552 var särskilt framgångsrik under denna period, hon sänkte 13 fartyg och skadade ytterligare ett på bara tre patruller under första halvåret 1942. Vid ytterligare två patruller under befäl av Topp under sommaren sänktes fyra fartyg till. Men i en attack mot konvoj 155 den 3 augusti 1942, blev U-552 nästan sänkt när hon fångades på ytan av den kanadensiska corvetten HMCS Sackville.
Corvetten besköt U-552 med maskingevärseld och träffade kommandotornet som hade fyra tums pansar, men orsakade ändå stor skada och tvingade Topp att återvända till sin bas för reparationer.
U-552 blev även illa skadad av hård sjö under en annan patrull och lades även då i docka för reparationer. Under denna tid ersattes Topp av en försiktigare befälhavare, Klaus Popp.

#### Sänkningen avDavid H. Atwater
Sänkningen av SS David H. Atwater, i Atlanten var ett av de mer kontroversiella uppdrag utförda av den tyska flottan under andra världskriget, främst på grund av förlisningens förlopp. På natten den 2 april 1942 på höjden av den tyska ubåtsoffensiven, riktad mot USA, som går under namnet "Den andra lyckliga tiden" var den obeväpnade kustångaren David H. Atwater på väg från Norfolk, Virginia till Fall River, Massachusetts, lastad med 4 000 ton kol.
Omkring klockan 21:00, mellan Cape Charles och Cape Henlopen blev SS David H. Atwater utsatt för ett bakhåll av U-552, som hade följt efter henne i undervattensläge. Ubåten dök upp omkring 600 meter från fraktfartyget och öppnade eld med sina 88mm däckskanoner och maskingevär, utan föregående varning om eld. En av hennes första salvor förstörde kommandobryggan och dödade alla officerare. Allt som allt avfyrades 93 salvor från ubåtens däckskanoner, vilket resulterade i 50 träffar på det lilla fraktfartyget, som snabbt började sjunka.
När Topp såg att fartyget började sjunka beordrade han sin besättning att fortsätta skjuta på SS David H. Atwaters besättning som försökte rädda sig i livbåtarna. Besättningen fick ingen chans att överge skeppet och när de försökte sköts livbåtarna sönder av U-552:s besättning med maskingevärseld. När fraktfartygets kapten, Webster, blev träffad övergav besättningen försöken att bemanna livbåtarna och hoppade i havet.
Det första fartyg att anlända till krigsskådeplatsen var USS CG-218, en liten patrullbåt från kustbevakningen. När de anlände fann de en livbåt med tre överlevande och tre döda kroppar. De överlevande berättade att de hade dykt från sitt fartyg och simmat till livbåten. Nästa fartyg att anlända var Kustbevakningsfartyget USCGC Legare (WPC-144), som hade uppmärksammat gevärselden och satt kurs mot skottlossningen. Hon anlände bara 15 minuter senare. 
Legare hittade en andra livbåt med en kropp ombord, båten var totalt söderskjuten. Besättningen i den hade troligen lämnat den i tron att tyska ubåtsbesättningar alltid sköt överlevande från de fartyg de sänkt. Legare ilandsatte de tre överlevande samt de fyra döda kropparna på Chincoteague Island Coastguard Station, och återvände till sjöss för att fortsätta sin patrullering. 
Jagarna USS Noa och Herbert dirigerades till krigsskådeplatsen klockan 21:22 och anlände klockan 24:00, men då hade U-552 hunnit fly från platsen för att sänka andra fraktfartyg.
Huruvida attacken mot livflottar var avsiktligt, eller en olycklig och oavsiktlig konsekvens av en nattlig attack har vållat kraftig debatt.
En del av besättningen på U-552 överlevde kriget och hennes kapten, Erich Topp, som senare blev en amiral i efterkrigstidens Bundesmarine. Inga anklagelser har väckts mot Topp som hänt Helmuth von Ruckteschell, kapten Raider Widder för liknande förseelser.

## Senare uppdrag
U-552 hade mindre framgång på senare år, liksom ubåtsvapnet i allmänhet, eftersom de inte kunde svara upp mot det ökande antalet anti-ubåtsstyrkor hos de allierade. Hon blev förflyttad att operera längs de spanska, portugisiska och afrikanska kusterna som låg närmare hennes bas och var mindre farliga än de omorganiserade amerikanska försvaren, där hon försökte sänka trupptransporter under Operation Torch. På detta uppdrag sänkte Topp en liten brittisk minsvepare och senare ett fraktskepp, men misslyckades med att ta sig in i Gibraltar sund och på allvar hota landstigningarna.
Under 1943 blev U-552:s insatser allt mindre effektiva mot de nu väl förberedda och organiserade allierade konvojerna, ett faktum som återspeglas i att hon inte lyckades sänka ett enda skepp under hennes två patruller i Nordatlanten. Under ett av de båda uppdragen blev hon upptäckt av en  B-24 Liberator från Royal Air Force och hon blev här så allvarligt skadad av sjunkbomber, att det krävdes fyra månader av reparationer efteråt.
År 1944 gjorde hon endast en patrull, men hon misslyckades med att störa någon allierad konvoj, och drogs därför tillbaka till Tyskland i april 1944 för att hädanefter användas som utbildningsbåt i 22:a ubåtsflottiljen, en roll hon fyllde till den 2 maj 1945, då hennes besättning borrade henne i sank i Wilhelmshaven för att hon inte skulle falla i fiendens händer.

## Sänkta fartyg
| Datum             | Fartyg                                        | Nationalitet   | Tonnage | Öde |
| ----------------- | --------------------------------------------- | -------------- | ------- | --- |
| 1 mars 1941       | SS ''Cadillac''                               | Storbritannien | 12 062  | Sänkt |
| 10 mars 1941      | SS Reykjaborg                                 | Island         | 687     | Sänkt |
| 27 april 1941     | HMS Commander Horton (anti-submarine trawler) | Storbritannien | 227     | Sänkt |
| 27 april 1941     | MV Beacon Grange                              | Storbritannien | 10 160  | Sänkt |
| 28 april 1941     | MV Capulet                                    | Storbritannien | 8 190   | Skadat |
| 1 maj 1941        | SS Nerissa                                    | Storbritannien | 5 583   | Sänkt |
| 10 juni 1941      | SS Ainderby                                   | Storbritannien | 4 860   | Sänkt |
| 12 juni 1941      | MV Chinese Prince                             | Storbritannien | 8 593   | Sänkt |
| 18 juni 1941      | SS Norfolk                                    | Storbritannien | 10 948  | Sänkt |
| 23 augusti 1941   | SS Spind                                      | Norge          | 2 129   | [ 1 ] |
| 20 september 1941 | SS T.J. Williams                              | Storbritannien | 8 212   | Sänkt |
| 20 september 1941 | SS Pink Star                                  | Panama         | 4 150   | Sänkt |
| 20 september 1942 | MV Barbaro                                    | Norge          | 6 325   | Sänkt |
| 30 oktober 1941   | USS Reuben James                              | USA            | 1 190   | Sänkt |
| 15 januari 1942   | SS Dayrose                                    | Storbritannien | 4 113   | Sänkt |
| 18 januari 1942   | SS Frances Salman                             | USA            | 2 609   | Sänkt |
| 20 januari 1942   | MV Maro                                       | Grekland       | 3 838   | Sänkt |
| 25 mars 1942      | MV Ocana                                      | Nederländerna  | 6 256   | Sänkt |
| 3 april 1942      | Mall:SS                                       | USA            | 2 438   | Sänkt |
| 5 april 1942      | SS Byron D. Benson                            | Storbritannien | 7 953   | Sänkt |
| 7 april 1942      | MV British Splendour                          | Storbritannien | 7 138   | Sänkt |
| 7 april 1942      | SS Lancing                                    | Norge          | 7 866   | Sänkt |
| 9 april 1942      | SS Atlas                                      | USA            | 7 137   | Sänkt |
| 10 april 1942     | SS Tarnaulipas                                | USA            | 6 943   | Sänkt |
| 15 juni 1942      | City of Oxford                                | Storbritannien | 2 759   | Sänkt |
| 15 juni 1942      | SS Etrib                                      | Storbritannien | 1 943   | Sänkt |
| 15 juni 1942      | MV Pelayo                                     | Storbritannien | 1 346   | Sänkt |
| 15 juni 1942      | MV Slemdal                                    | Norge          | 7 374   | Sänkt |
| 15 juni 1942      | SS Thurso                                     | Storbritannien | 2 436   | Sänkt |
| 25 juli 1942      | MV British Merit                              | Storbritannien | 8 093   | Skadad |
| 25 juli 1942      | SS Broompark                                  | Storbritannien | 5 136   | Sänkt - note: Lasten på detta fartyg var Norges hela lager av Tungt vatten på väg från Frankrike till Storbritannien 1940. |
| 3 augusti 1942    | MV G.S. Walden                                | Storbritannien | 10 627  | Skadat |
| 3 augusti 1942    | SS Lochatrine                                 | Storbritannien | 9 149   | Sänkt |
| 19 september 1942 | HMS Alouette (armed boarding trawler)         | Storbritannien | 520     | Sänkt |
| 3 december 1942   | SS Wallsend                                   | Storbritannien | 3 157   | Sänkt |

### Fotnoter
1. ↑  http://www.uboat.net/allies/merchants/1070.html
2. ↑  Danger UXB p. 68